# Cellach Ier
Pour les articles homonymes, voir Cellach.
Cellach est un évêque écossais actif aux alentours de l'an 900.

## Biographie
D'après les chroniqueurs du XVe siècle Walter Bower et Andrew Wyntoun, Cellach est nommé évêque par le roi écossais Giric, qui règne entre 878 et 889. Ils font de lui le premier évêque de Saint Andrews, bien que les sources d'époque ne précisent pas quel est son siège épiscopal.
La Chronique des rois d'Alba rapporte que Cellach rencontre le roi Constantin sur la « colline de la Foi », près de la cité royale de Scone. Les deux hommes s'engagent à « préserver les lois et disciplines de la foi et les droits de l'Église et des évangiles ». Le texte est ambigu, mais pourrait refléter la gaélicisation progressive de l'Église picte.
Cellach meurt à une date inconnue. Son successeur dans les listes d'évêques de Saint Andrews du XVe siècle est Fothad Ier (en), qui meurt en 963.